# Johan Frederik Witte
Johan Frederik Witte (* 6. November 1840 in Utrecht; † 3. Februar 1902 in Utrecht) war ein niederländischer Orgelbauer.

## Leben
Johan Frederik Witte (Rufname Frits) wurde als ältestes Kind des deutsch-niederländischen Orgelbauers Christian Gottlieb Friedrich Witte und von Dorothea Antoinetta geb. Lagers geboren. Einer seiner vier Brüder war Georg Hendrik Witte (1843–1929).
Über das Leben von J. F. Witte ist nur wenig bekannt. Sein Interesse für den Orgelbau wurde frühzeitig geweckt. Er arbeitete 17 Jahre im väterlichen Betrieb, bevor er 1869 Teilhaber der Firma J. Bätz & Co., Utrecht wurde, die er nach dem Tod des Vaters 1873 als Alleininhaber übernahm. Er starb am 3. Februar 1902. Da sich innerhalb der Familie Witte niemand für die Fortsetzung des Betriebes interessierte, entsprach es seinem Wunsch, den Betrieb einzustellen. So wurde die Firma J. Bätz & Co. am 14. Februar 1903 liquidiert, deren Betriebsarchiv sich im Orgel Archiv der Bibliothek der Universität Utrecht befindet.

## Familie
J. F. Witte heiratete am 2. August 1878 Johanna Gehardina Broekmeijer (1852–1917) aus Leiden. Aus dieser Ehe ging Clara Witte (1880–1940) hervor. Sie war nach einer pianistischen Ausbildung als Klavierlehrerin beruflich tätig.

## Werk
J. F. Witte war daran gelegen, das Werk seines Vaters in der Tradition der Firma Bätz & Co. fortzusetzen. Als Teilhaber erledigte er die Korrespondenz, wozu auch die Abfassung von Verträgen gehörte. Nach dem Tod des Vaters übernahm er die alleinige Führung des Betriebs.
Die Ausführung der praktischen Arbeiten, mit Ausnahme die der Intonation, überließ er seinen Mitarbeitern auf der Basis umfassender Instruktionen und beschränkte seine eigene Tätigkeit auf die Durchführung von Kontrollen. Auch bei der Erstellung von Angeboten für Reparaturen verließ er sich auf die Wahrnehmung seiner erfahrenen Mitarbeiter.
Die hohe Wertschätzung seiner Arbeit kommt im Nachruf seines Kollegen Maarschalkerweerd zum Ausdruck, wonach „alle gegenwärtigen und zukünftigen Orgelbauer werden mit mir übereinstimmen müssen in das hohe Lob, das der wahren Kunst geschuldet ist und dem verstorbenen Künstler in so großem Maße zukommt.“

## Werkliste
Analog der Werkliste von Christian Gottlieb Friedrich Witte enthält diese Übersicht die in den Jahren 1874–1902 neu in Gebrauch genommenen Orgeln der Firma Bätz & Co. Während dieser Zeit war J. F. Witte Alleininhaber der Firma.
Die Größe der Instrumente wird in der fünften Spalte durch die Anzahl der Manuale und die Anzahl der klingenden Register in der sechsten Spalte angezeigt. Ein großes „P“ steht für ein selbstständiges Pedal, ein kleines „p“ für ein angehängtes Pedal; „p (T)“ kennzeichnet ein halbselbstständiges Pedal, das über eine Transmission verfügt (meist des Bourdon 16′ aus dem Hauptwerk).
| Jahr | Ort                           | Gebäude                            | Bild | Manuale  | Register | Bemerkungen                                |
| ---- | ----------------------------- | ---------------------------------- | ---- | -------- | -------- | ------------------------------------------ |
| 1874 | Utrecht                       | Geertekerk                         |      | II/p (T) | 16       | seit 1985 in Geervliet, Hervormde Kerk     |
| 1874 | Wateringen                    | Hervormde Kerk                     |      | II/p (T) | 9        |                                            |
| 1875 | Rijswijk (Buren (Gelderland)) | Martinuskerk                       |      | II/p (T) | 9        |                                            |
| 1875 | Hardinxveld                   | Oude Kerk                          |      | II/P     | 16       |                                            |
| 1876 | Soest                         | Oude Kerk                          |      | II/p (T) | 10       | 1958 abgebrochen; einige Register erhalten |
| 1877 | Zeist                         | Evangelische Gemeente, Kleine Zaal |      | I/P      | 6        |                                            |
| 1877 | Rotterdam                     | Oosterkerk                         |      | II/P     | 19       |                                            |
| 1877 | Zoelmond (Buren (Gelderland)) | Hervormde Kerk                     |      | II/p (T) | 9        |                                            |
| 1878 | Voorthuizen (Barneveld)       | Dorpskerk                          |      | II/p (T) | 12       |                                            |
| 1878 | Ellewoutsdijk                 | Hervormde Kerk                     |      | II/p (T) | 12       |                                            |
| 1879 | Voorburg                      | Oude Kerk                          |      | II/P     | 21       |                                            |
| 1879 | Utrecht, Buiten de Waard      | Oud-katholieke Kerk                |      | II/p (T) | 9        |                                            |
| 1880 | Utrecht                       | Lutherse Kerk                      |      | II/p (T) | 13       |                                            |
| 1881 | Den Haag                      | Groote Kerk                        |      | III/P    | 55       | 1971 ersetzt                               |
| 1882 | Utrecht                       | Buurkerk                           |      | II/P     | 31       | 1984 erweitert                             |
| 1883 | Zeist                         | Evangelische Kerk                  |      | II/P     | 19       |                                            |
| 1883 | Den Haag                      | Muziekschool                       |      | I/P      | 5        |                                            |
| 1884 | Utrecht, Driehoek             | Gertrudiskerk                      |      | II/p (T) | 11       | seit 1968/1969 in Kockengen                |
| 1885 | Amsterdam                     | Lutherse Kerk                      |      | III/P    | 40       |                                            |
| 1886 | Oudewater                     | Oud-katholieke Kerk                |      | II/p     | 7        |                                            |
| 1887 | Amsterdam                     | Koepelkerk                         |      | II/P     | 22       |                                            |
| 1888 | Utrecht                       | Klaaskerk                          |      | II/P     | 25       |                                            |
| 1889 | Hoorn                         | Grote Kerk                         |      | II/P     | 27       |                                            |
| 1890 | Amsterdam                     | Vrije Gemeente                     |      | II/P     | 23       |                                            |
| 1890 | Utrecht, Clarenburg           | Oud-Katholieke Kerk                |      | II/p (T) | 10       |                                            |
| 1892 | Den Haag                      | Zuiderkerk                         |      | II/p (T) | 15       |                                            |
| 1894 | Rotterdam                     | Noorderkerk                        |      | II/P     | 2        |                                            |
| 1896 | Apeldoorn                     | Hervormde Kerk                     |      | II/P     | 30       |                                            |
| 1897 | Boskoop                       | Hervormde Kerk                     |      | II/p (T) | 16       |                                            |
| 1899 | Utrecht                       | Pieterskerk                        |      | II/P     | 25       |                                            |
| 1900 | Haastrecht                    | Hervormde Kerk                     |      | II/p (T) | 13       |                                            |
| 1900 | Culemborg                     | Oud-katholieke Kerk                |      | II/p (T) | 10       |                                            |
| 1901 | Haarlem                       | Remonstrantse Kerk                 |      | II/p (T) | 11       |                                            |
| 1902 | Harmelen                      | Hervormde Kerk                     |      | II/p (T) | 10       |                                            |